# Пјастов
Пјастов - (пољ. Piastów) град и општина у Мазовском војводству. 

## Положај
Граничи се са Варшавском општином Урсус (Ursus), градом Прушковом (Pruszków) као и са градом-општином Ожаров Мазовјецки (Ożarów Mazowiecki). Спада у приградска насеља Варшаве (удаљен је 14 km од центра Варшаве). Пјастов је најмања општина у овом војводству (5,8 km²), а најгушће насељена (4.063 становника/km²).

## Демографија
| 2012.  |
| ------ |
| 22.914 |

У граду живи око 25.170 људи на површини од 5,8 km². Густина насељености је веома велика — 4.063 становника/km². Незапосленост у Пјастову је знатно мања него у региону и износи око 6,35% (2003). Просечна доб грађана Пјастова је 39 година.

## Власти Пјастова
Градоначелник Пјастова се од 2002. године бира на непосредним изборима. Градоначелник је Жђислав Бжежињски и то од 1990. године.